# Салфетка

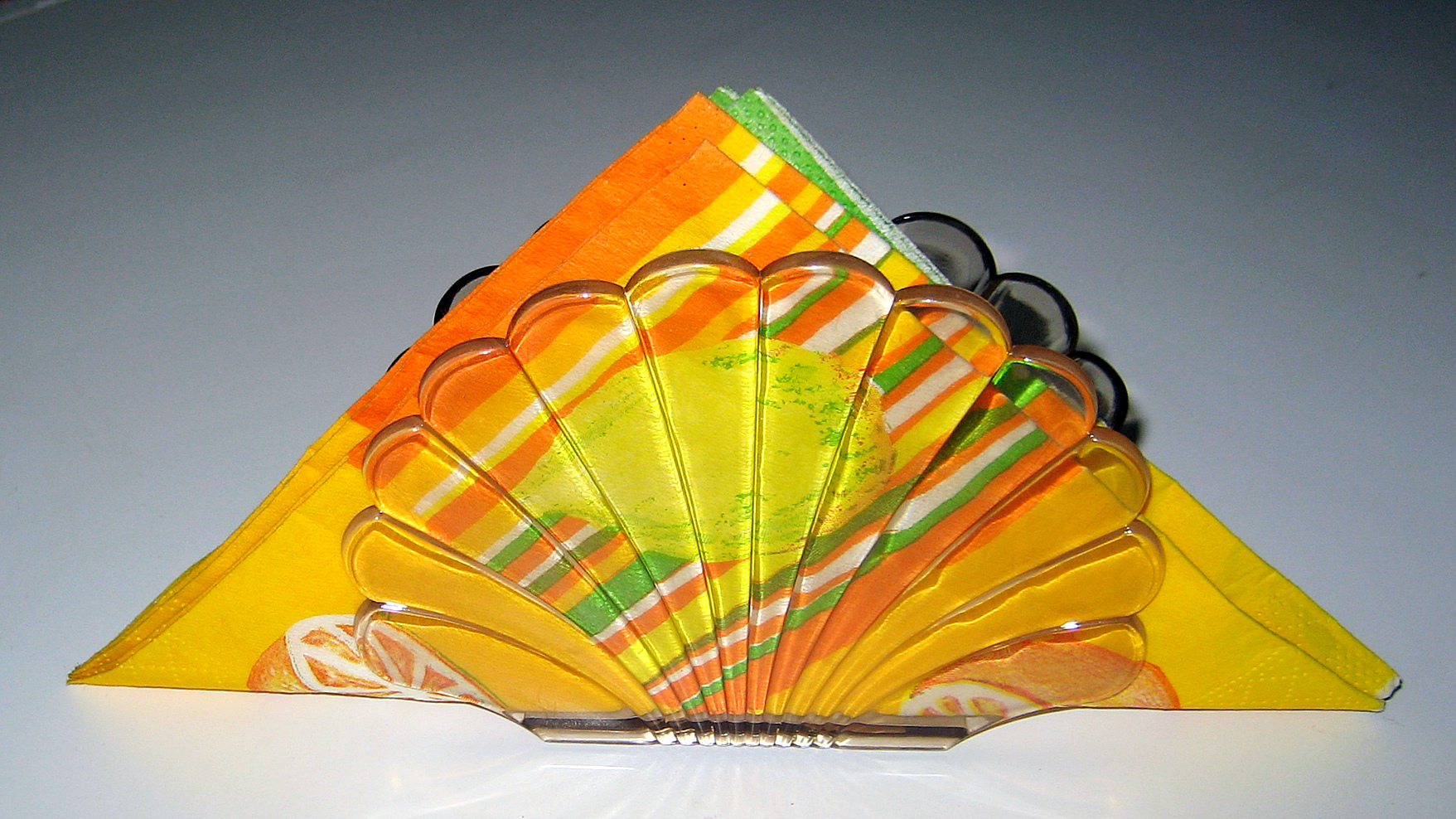
Салфетки бумажные

Салфе́тка (итал. salvietta) — кусок ткани или нетканого материала прямоугольной (реже другой) формы, применяющейся в быту и хозяйстве для удаления различных веществ с поверхностей. Их основной функцией является поглощение грязи и влаги с целью обеспечить чистоту обрабатываемой поверхности.

## Виды салфеток

### По материалу
- Бумажные — используются в основном в процессе еды и служат для протирки губ, рта от жира и других пищевых загрязнений. Некоторые бумажные салфетки применяются также и при бытовой уборке дома для очистки поверхностей от пыли и грязи[1].
- Тканевые — изготавливаются из различных тканей (хлопка, льна, синтетических тканей и других). Применяются в основном для сервировки стола и уборки поверхностей. Тканевую салфетку к обеденному столу иногда сворачивают трубкой и оформляют салфеточным кольцом. В данную категорию попадают кружевные салфетки.
- Нетканые — вискозные, полимерные. Обычно одноразовые, могут выпускаться в герметичной упаковке пропитанные растворами разных составов в зависимости от предназначения.
- Безворсовые — изготавливаются из различных материалов и подвергаются специальной обработке, удаляющей ворс с их поверхности. Применяются для протирки оптических поверхностей — линз, зеркал и тому подобное, а также различных экранов, особенно жидкокристаллических мониторов.
- Салфетки из микроволокна — изготавливаются из ткани из рассечённого специальным химическим составом микроволокна. Такие салфетки втягивают грязь с поверхности точно так же, как природные капилляры втягивают воду и питательные вещества.
- Асбестовые салфетки сейчас не применяются. Изготавливались из волокон асбеста. Применялись при еде. Негорючи, что и использовалось для их очистки методом прокаливания. Из истории известно, что такие салфетки использовались при дворах ближневосточных монархов. Простые люди не могли позволить себе использовать салфетки этого типа из-за их высокой стоимости.

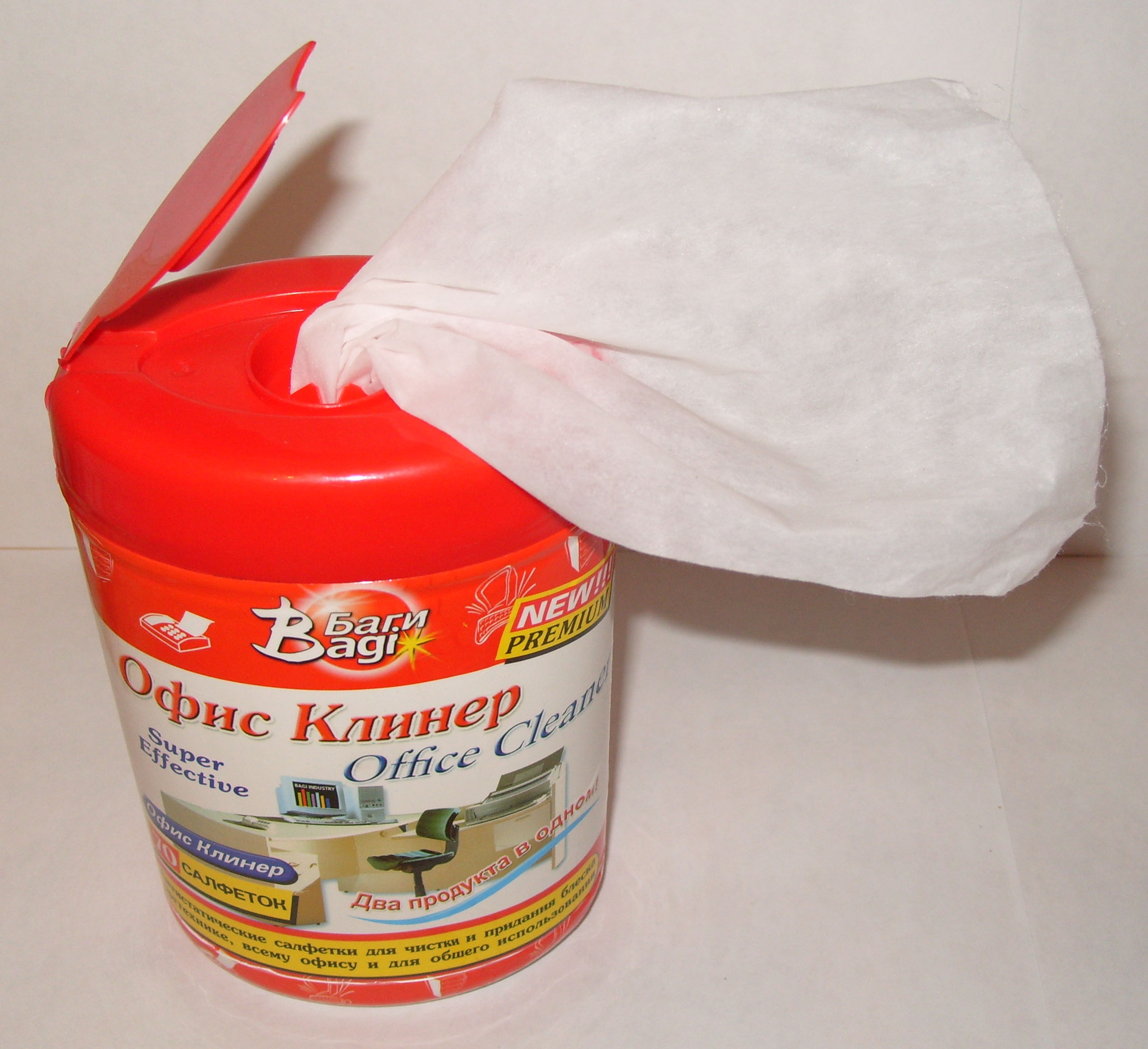
Рулон протирочных салфеток в упаковке

### По области применения
- Косметические (гигиенические, интимные) — заранее пропитываются антисептическими и/или ароматическими веществами. Должны храниться в герметичной упаковке.
- Протирочные — салфетки, заранее пропитываемые каким-либо несильным растворителем жиров (чаще всего используется изопропиловый спирт). Протирочные салфетки применяются для протирки дверных ручек, клавиатур, компьютерных мышей и тому подобное. Иногда, кроме растворителя, содержат ещё и антистатик. Должны храниться в герметичной упаковке.
- Абразивные для мытья посуды — куски синтетического (капронового, тефлонового и тому подобное) войлока толщиной около 5 мм. Салфетки этого типа позволяют эффективно удалять загрязнения с металлических, стеклянных и керамических поверхностей, не повреждая их. Однако некоторые типы пластмасс после протирания могут быть испорчены.